# Aimé Louis Richardot
Pour les articles homonymes, voir Richardot.
Aimé Louis Richardot, né le 10 août 1801 à L'Isle-sur-Serein (Yonne), mort le 15 juillet 1884 à Abbeville (Somme), est un avocat et homme politique français.
Louis Richardot, avoué, puis avocat à Reims, fit fonction de maire du 3 février 1849 au 27 janvier 1850. Il fut ensuite adjoint au maire de la ville de Reims en 1855 et 1856. Henri Richardot était son fils.

## Décorations
- Chevalier de la Légion d'honneur (1863)[1]